# John Pole, 5. Baronet

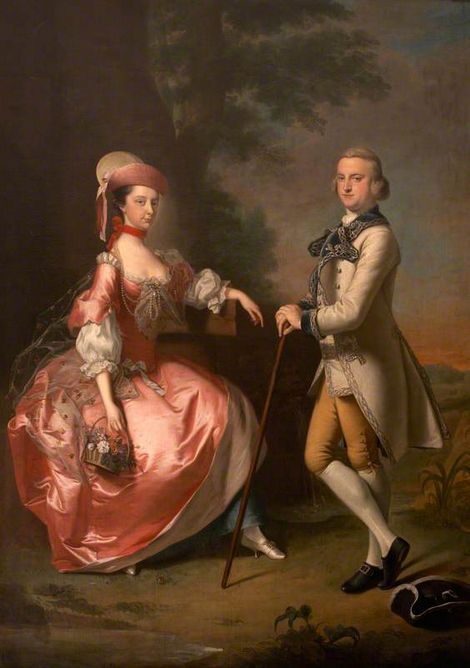
Sir John Pole, 5. Baronet mit seiner Frau Elizabeth Mills. Gemälde von Thomas Hudson, 1755

Sir John Pole, 5. Baronet (* um 1733; † 19. Februar 1760) war ein britischer Adliger.

## Herkunft
John Pole entstammte der Familie Pole, einer Familie der Gentry aus Devon. Er war der einzige Sohn von Sir William Pole, 4. Baronet und dessen Frau Elizabeth Warry. Er war noch minderjährig, als sein Vater 1741 starb und er zum Erben der Besitzungen der Familie und des Titels Baronet, of Shute House in the County of Devon, wurde.

## Politische Tätigkeit
Sein Vater hatte ihm in seinem Testament von 1733 empfohlen, bei Unterhauswahlen niemals als Abgeordneter für das Borough Honiton zu kandidieren, wo seit 1640 bislang mehrere Mitglieder der Familie gewählt worden waren. Schließlich kandidierte Pole 1754 bei einer Nachwahl in Taunton in Somerset. Dabei wurde er von der lokalen Gentry unterstützt, während der Gegenkandidat, Robert Maxwell von Charles Wyndham, 2. Earl of Egremont, einem Mitglied der Regierung unterstützt wurde. Nach einem sechsmonatigen, äußerst aufwändigen und teuren Wahlkampf wurde schließlich im Dezember 1754 Maxwell als Abgeordneter gewählt.

## Familie und Nachkommen
In erster Ehe hatte Pole Elizabeth Mills (1737–1758), eine Tochter des Bankiers und Plantagenbesitzers John Mills aus Woodford in Essex geheiratet. Seine Frau wurde eine Miterbin ihres Vaters, der auch eine Plantage auf St. Kitts in Westindien besaß. Mit seiner Frau hatte er einen Sohn:
- Sir John William Pole, 6. Baronet (1757–1799)

In zweiter Ehe heiratete Pole Anna Maria Palmer, die Tochter eines Reverend Palmer. Die Ehe blieb kinderlos. Sein Erbe wurde sein einziger Sohn John.